# Spirembolus spirotubus
Spirembolus spirotubus là một loài nhện trong họ Linyphiidae.
Loài này thuộc chi Spirembolus. Spirembolus spirotubus được Richard C. Banks miêu tả năm 1895.